# Porona fidoniata
Porona fidoniata är en fjärilsart som beskrevs av W. Warren 1904. Porona fidoniata ingår i släktet Porona och familjen mätare. Inga underarter finns listade i Catalogue of Life.